# Аскаров, Юрий Юсуфович
Юрий Юсуфович Аскаров (перс. یوری عسکاروف; род. 1 февраля 1977 года, Канск, Красноярский край, СССР) — российский эстрадный артист, актёр театра и кино, юморист, пародист, телеведущий персидского происхождения.

## Биография
Родился 1 февраля 1977 года в городе Канске Красноярского края.
Приехав в Москву, подал документы в Щукинское, Щепкинское, эстрадно-цирковое училища и ГИТИС, успешно сдал вступительные экзамены во все четыре. В итоге стал студентом ГИТИСа. Будучи первокурсником, познакомился с Региной Дубовицкой. Окончил ГИТИС, мастерская Б. С. Брунова и О. Ф. Марусева. Выпускник Эстрадно-циркового училища.
Аскаров как актёр и ведущий зачастую работает в жанре конферанса. Вёл концерты по всей России, в США, Франции, Германии, Израиле и Австрии. Вёл концерты Рианны, Тото Кутуньо, Патрисии Каас, Адриано Челентано, Деми Мур, Эштона Кутчера и других российских и зарубежных артистов. Был ведущим концерта в честь 90-летия ФСБ РФ.
Постоянный участник «Аншлага» и «Субботнего вечера». Участвовал в шоу «Танцы со звёздами 2009», телепередачах, «Смеяться разрешается» и «Слава Богу, ты пришёл!». С 2006 по 2014 год — участник фестиваля юмора в Юрмале. Сыграл главные роли в спектаклях «Труффальдино» и «Семейный переполох». Ведущий юмористической телепередачи «Фигли-мигли» на ТНТ.
Эстрадные номера Юрия Аскарова отличаются минимумом слов и максимумом пантомим. Пародировал Роуэна Аткинсона в образе Мистера Бина.
Снимается в кино. Дебют — картина М. М. Кокшенова «Герой её романа», где исполнил роль пародиста. Позже снялся ещё в трёх картинах Кокшенова.
Осенью 2013 года ведущий музыкального шоу «Хит» на телеканале «Россия-1». Летом 2014 года ведущий музыкального шоу «Субботний вечер» на телеканале «Россия-1».
В мае 2024 года Аскарова доставили в инфекционное отделение одной из московских клиник после того, как врачи заподозрили у него пневмонию.

## Театр
- «Труффальдино»
- «Семейный переполох»

## Работы на ТВ
- «Аншлаг»
- «Слава Богу, ты пришёл!»
- «Смеяться разрешается»
- «Субботний вечер»
- «Танцы со звёздами 2009»
- «Фигли-мигли»
- «Юморина»
- Шоу «Хит»

## Фильмография
- 2000 — Герой её романа — пародист
- 2002 — Племянник, или Русский бизнес 2 — нотариус
- 2003 — Love-сервис — работник фирмы «Love-сервис»
- 2003 — Детектив по-русски — «Шило»
- 2003 — Юбилей прокурора — Эдуард Шайбо, артист-пародист
- 2004 — Квартирка
- 2004 — Я Люблю Тебя — милиционер / певец на даче
- 2008 — Цыганки — Гамлет Оганезович
- 2009 — Мужчина в моей голове — ведущий в ресторане
- 2010 — Банды — Макс, журналист
- 2010 — Морозко — гид
- 2010 — Новогодние сваты — ведущий «Голубого огонька»
- 2011 — Новые приключения Алладина — разбойник
- 2012 — Красная Шапочка — зоолог
- 2013 — Три богатыря — Алёша Попович

## Озвучивание мультфильмов
- 2020 — Огонёк-Огниво — Башмак, друг Гончара